# Gold (filme de 1974)
Gold (bra A Maldição do Ouro) é um filme britânico de 1974, dos gêneros aventura, drama e ação, dirigido por Peter R. Hunt, com roteiro de Wilbur Smith e Stanley Price baseado no romance Gold Mine, de Wilbur Smith.

## Prêmios e indicações
| Prêmio     | Categoria              | Recipiente                                                                              | Resultado |
| ---------- | ---------------------- | --------------------------------------------------------------------------------------- | --------- |
| Oscar 1975 | Melhor canção original | Elmer Bernstein, Don Black ("Wherever Love Takes Me")                                   | Indicado  |
| BAFTA 1975 | Melhor trilha sonora   | Elmer Bernstein, Alan Somes, Rydal Love, Michael Crouch, John Mitchell, Gordon McCallum | Indicado  |

## Elenco
- Roger Moore ....... Rod Slater
- Susannah York ....... Terry Steyner
- Ray Milland ....... Hurry Hirschfeld
- Bradford Dillman ....... Manfred Steyner
- John Gielgud ....... Farrell
- Tony Beckley ....... Stephen Marais
- Simon Sabela ....... King
- Marc Smith ....... Tex Kiernan
- John Hussey ....... Plummer
- Bernard Horsfall ....... Dave Kowalski
- Bill Brewer ....... 	Aristide
- Norman Coombes ....... Lemmer
- George Jackson ....... Doutor
- Ken Hare ....... Jackson

## Sinopse
Conspiração internacional, para controlar o mercado internacional de ouro, é desbaratada por engenheiro de minas. 